# Sophie Aujesky
Sophie Aujesky (* 1985 in Hollabrunn, Niederösterreich) ist eine österreichische Schauspielerin.

## Leben

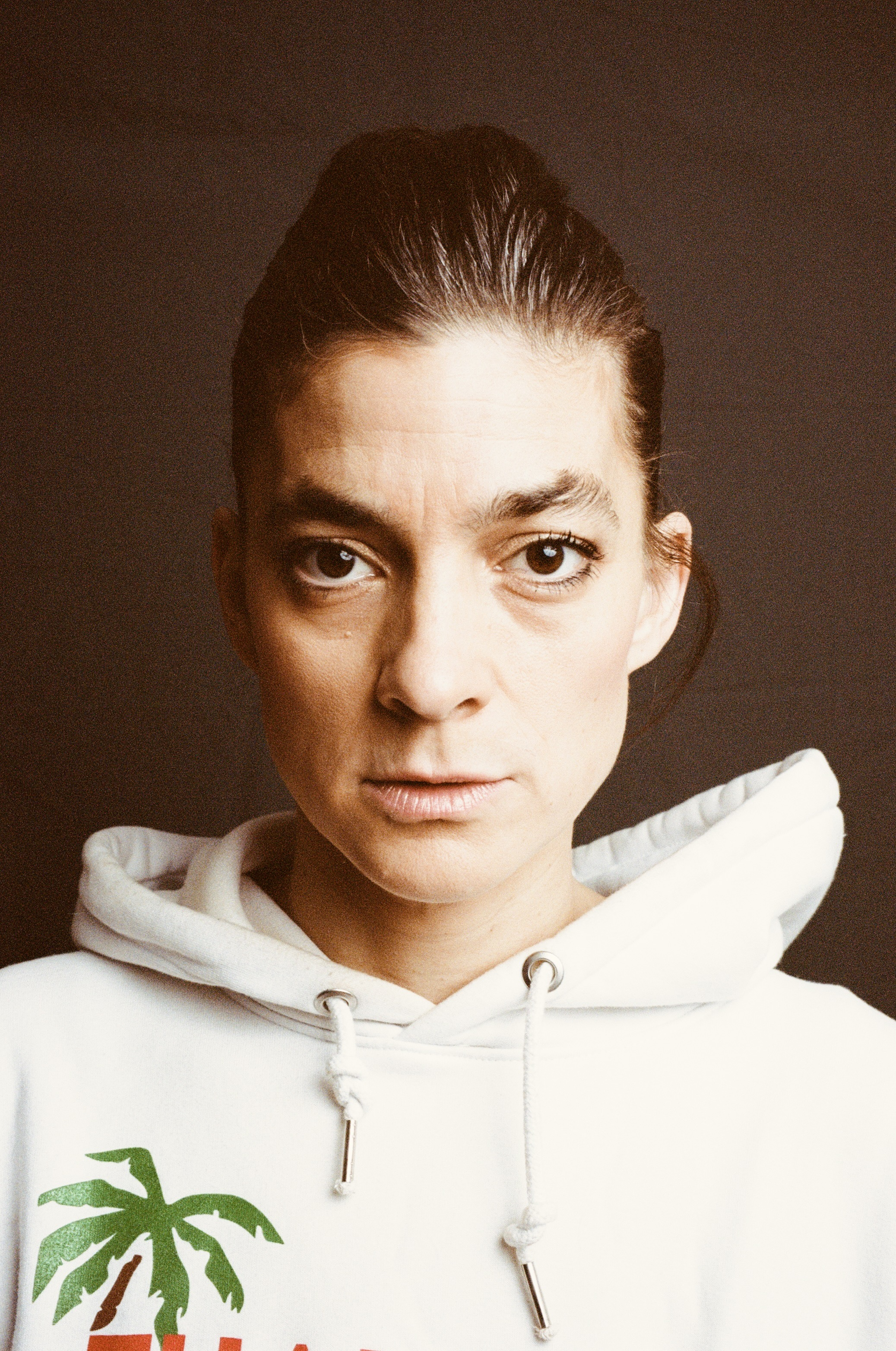
Sophie Aujesky (2023)

Nach der Ausbildung auf der Schauspielschule Krauss in Wien ging Aujesky 2009 zunächst für drei Jahre ins Ensemble des Stadttheater Klagenfurt. Später arbeitete sie in Produktionen an zahlreichen Theatern vor allem in Wien, u. a. am Burgtheater, der Volksoper und dem Theater der Jugend.
Neben ihren Theater-Produktionen spielte sie in zahlreichen deutschen und österreichischen Fernseh-Produktionen, u. a. im Wiener Tatort und der ARD-Miniserie Eldorado KaDeWe.

## Auszeichnungen
- 2021 Niederösterreichischer Kulturpreis – Anerkennungspreis in der Kategorie Darstellende Kunst[3]

## Filmografie (Auswahl)
- 2021 Eldorado KaDeWe – Jetzt ist unsere Zeit
- 2021 Tatort: Die Amme
- 2022 Morden im Norden
- 2023 Landkrimi: Bis in die Seele ist mir kalt
- 2025 Soko Linz